# Jean-Baptiste Mailhe
Jean-Baptiste Mailhe, né Jean Mailhe, le 8 avril 1752 à Guizerix (province de Bigorre, actuel département des Hautes-Pyrénées), mort le 1er juin 1834 à Paris (ancien 10e arrondissement), est un homme politique de la Révolution française. 

## Biographie

### Sous l'Ancien Régime
Issu d'une famille bourgeoise, Jean Mailhe entame une carrière juridique. Il effectue des études de droit à la faculté de Droit de Toulouse et devient avocat au parlement de Toulouse.  
Parallèlement, Mailhe fréquente l'Académie des Jeux floraux entre 1777 et 1784 où il côtoie Bertrand Barère, et où il reçoit quatre récompenses. 

### Mandat à la Législative
En 1791, la France devient une monarchie constitutionnelle en application de la constitution du 3 septembre.  
En septembre 1791, Jean-Baptiste Mailhe, alors procureur-syndic du département de la Haute-Garonne, est élu député, le deuxième sur douze, à l'Assemblée nationale législative. En avril 1792, il vote pour que les soldats du régiment de Châteauvieux, qui s'étaient mutinés lors de l'affaire de Nancy, soient admis aux honneurs de la séance. En août, il vote en faveur de la mise en accusation du marquis de La Fayette. Parallèlement à son mandat, Mailhe adhère au club des Jacobins, qu'il préside en mars 1792.  

### Mandat à la Convention
La monarchie française s'effondre à la suite de l'insurrection du 10 août : les bataillons de fédérés et les habitants des faubourgs de Paris prennent d'assaut le palais des Tuileries. Louis XVI, alors destitué, et sa famille, sont incarcérés au tour du Temple et des élections organisées.  
En septembre 1792, Jean-Baptiste Mailhe est réélu député de la Haute-Garonne, le premier sur douze, à la Convention nationale. Dès le début de la session parlementaire, il est élu commissaire aux Archives nationales, suppléant du Comité diplomatique et membre du Comité de Législation. 
Mailhe siège sur les bancs de la Plaine. En novembre 1792, il présente un rapport au nom du Comité de Législation qui conclut que la Convention nationale est en mesure de juger Louis XVI. Lors du procès, les députés du département de la Haute-Garonne ayant été tirés au sort pour se prononcer les premiers, Mailhe déclare : « La mort. Je demande, si cette opinion passe, que l'assemblée discute s'il conviendra que ait lieu sur le champ ou qu'elle soit différée » ; il vote contre le sursis à l'exécution lors du dernier appel nominal. La Montagne considère son amendement comme une tentative pour sauver le roi. En avril et en mai 1793, il ne participe ni au scrutin sur la mise en accusation de Jean-Paul Marat, ni au scrutin sur le rétablissement de la Commission des Douze. 
Mailhe est en effet envoyé en mission à plusieurs reprises durant son mandat. Le 8 mars 1793, il est envoyé en mission dans la section parisienne de Quatre-Vingt-Douze aux côtés de Lazare Carnot, puis dans celle du Panthéon aux côtés de Robert Lindet. Le 9 du même mois, il est envoyé dans les départements de l'Aude et de la Haute-Garonne aux côtés de Pierre Lombard-Lachaux  afin d'y accélérer la levée en masse. 
Mailhe est absent lors des journées du 31 mai et du 2 juin au terme desquelles les Girondins sont arrêtés. Il ne prend pas non plus part à la chute de Robespierre, mais ses interventions sont plus nombreuses après cet évènement.  
D'abord anti-royaliste, il devient farouchement anti-jacobin après les insurrections du printemps de l'an III, notamment lors de ses missions en Côte-d'Or et dans l'Yonne où il est envoyé par décret du 2 pluviôse an III (21 janvier 1795).

### Sous le Directoire
Réélu au conseil des Cinq-Cents par les Hautes-Pyrénées, il plaide en faveur d'une loi d'amnistie envers les émigrés et devient membre du Club de Clichy. 
Non réélu, il devient rédacteur du Journal général de France, de tendance royaliste, et est proscrit après le coup d'État du 18 fructidor an V. 
Il vit réfugié à Hambourg. 

### Période napoléonienne et suivantes (1800-1834)
Après le coup d'état du 18 Brumaire, qui porte le général Bonaparte au poste de Premier consul, il se constitue prisonnier et bénéficie de l'amnistie du 13 nivôse an VIII (3 janvier 1800).
Avocat à Paris dès 1801, il n'exerce plus aucune fonction politique, refusant le poste de secrétaire général de la préfecture des Hautes-Pyrénées. 
Proscrit à la Restauration en tant que régicide, il s'établit à Bruxelles, où il continue d'exercer sa fonction d'avocat. 
Il ne rentre en France qu'après la révolution de 1830 (avènement de Louis-Philippe).

## Écrits
- Seconde lettre a M. l'abbé de Barthe, prêtre, chanoine, professeur royal, & doyen de la faculté de théologie de Toulouse, conseiller en la chambre souveraine du clergé, prieur, seigneur de Sescairoles, 1789[20].
- Réquisitoire fait par M. Mailhe, procureur-général-syndic du département de la Haute-Garonne, le 2 octobre 1790, devant messieurs les administrateurs composant le directoire de ce département, 1790[21].
- Instruction de M. Mailhe, procureur-général-syndic, aux citoyens du Département de Haute-Garonne, relativement aux assemblées primaires, 1790[22]
- Discours prononcé sur l'autel de la patrie, par M. Mailhe Avec le serment civique, & les adresses à l'Assemblée nationale & au Roi, 1790[23]
- Adresse de monsieur le procureur-général-syndic à messieurs les curés, vicaires, desservans, & au bon peuple du département de Haute-Garonne, sur la constitution du Clergé, 1790[24]
- Rapport sur les clubs et sociétés populaires, fait à la Convention nationale, au nom des Comités de Salut public, de Sûreté générale & de Législation, par Mailhe, député du département de la Haute Garonne, dans la séance du 6 fructidor, an 3, 1795[25].